# Gentry (Missouri)
Gentry é uma vila localizada no estado americano de Missouri, no Condado de Gentry.

## Demografia
Segundo o censo americano de 2000, a sua população era de 101 habitantes.
Em 2006, foi estimada uma população de 96, um decréscimo de 5 (-5.0%).

## Geografia
De acordo com o United States Census Bureau tem uma área de
0,6 km², dos quais 0,6 km² cobertos por terra e 0,0 km² cobertos por água. Gentry localiza-se a aproximadamente 272 m acima do nível do mar.

## Localidades na vizinhança
O diagrama seguinte representa as localidades num raio de 16 km ao redor de Gentry.